# L'Orchestra
L'Orchestra, fondata nel 1975, è stata una casa discografica italiana, organizzata come cooperativa di operatori musicali, attiva nel campo della produzione discografica, dell'organizzazione di concerti, della didattica musicale, della ricerca. Le sue attività sono cessate nel 1983.

## Storia
Le prime riunioni che portarono alla fondazione de l'Orchestra avvennero nell'autunno del 1974.
A Milano e nell'area circostante erano attivi decine di gruppi musicali militanti, le cui esibizioni avvenivano per lo più nel circuito delle Feste de l'Unità, delle manifestazioni politiche, in scuole e fabbriche occupate, in circoli culturali. Alcuni di questi gruppi (o singoli musicisti) erano professionisti o semiprofessionisti, altri svolgevano un'attività sostanzialmente amatoriale, come militanti politici. Tutti erano accomunati da problemi simili, dovuti alla sottovalutazione del loro lavoro da parte delle organizzazioni che promuovevano i concerti: partiti della sinistra parlamentare (PCI e PSI), gruppi della sinistra extraparlamentare, sindacati, associazioni ricreativo-culturali. A queste organizzazioni veniva rimproverato di pretendere dai musicisti militanti un impegno di natura politica, dunque anche semigratuito, mentre le richieste degli artisti di fama discografico-mediatica erano soddisfatte con generosità e premura; anche le condizioni tecnico-artistiche nelle quali si svolgevano i concerti erano messe in discussione. Fu quindi deciso di formare un'organizzazione che si ponesse come interlocutrice unica dei committenti di concerti, con il duplice obiettivo – al minimo – di promuovere l'attività dei gruppi meno noti grazie ai contatti di quelli più affermati, e di sollecitare i committenti ad affrontare seriamente i problemi organizzativi, sindacali, musicali legati a quel circuito, che era già divenuto economicamente consistente e capillare. Presto fu deciso di dare alla nuova organizzazione la forma giuridica della cooperativa, per permettere un'azione efficace, imprenditoriale oltre che politica, nel campo dell'industria musicale. Nei pochi mesi trascorsi tra le prime riunioni e la stesura dello statuto si offrì alla costituenda cooperativa la possibilità di entrare immediatamente anche nel mercato discografico, grazie allo scioglimento anticipato del contratto che legava gli Stormy Six alla loro casa discografica. La pubblicazione del primo album, Un biglietto del tram, seguì dunque di tre sole settimane la costituzione ufficiale de l'Orchestra, avvenuta il 2 aprile 1975. La cooperativa era diretta da un consiglio di amministrazione di nove membri; ne era presidente Franco Fabbri e vicepresidente Moni Ovadia.

### Fondatori de l'Orchestra e altri soci

I soci de l'Orchestra sul palco della Sala Verdi del Conservatorio di Milano, 1976

Alla fondazione parteciparono componenti dei gruppi Stormy Six, Gruppo Folk Internazionale, Yu Kung, Tecun Uman, Quarto Stato, Collettivo Ticino Riva Sinistra, Organico di Musica Creativa e Improvvisata (OMCI), e vari singoli musicisti attivi nel jazz (Guido Mazzon), nella musica elettronica (Riccardo Sinigaglia), nella canzone d'autore. Alla fine del 1976 i soci erano più di ottanta, comprendendo anche Alessandro Carrera, Mario de Leo, il Canzoniere del Valdarno, i Panbrumisti, Andrea Centazzo; nel 1977 si aggiunsero anche gli Henry Cow. Tra i musicisti che hanno fatto parte de l'Orchestra, oltre a quelli già citati, ci sono Piero Milesi, Mario Arcari, Toni Rusconi, Renato Geremia, Attilio Zanchi, Maria Colegni, Sergio Sacchi, Antonio Silva, Alberto Camerini, Alfredo Lacosegliaz, Alessandro Melchiorre, Emilio Ghezzi, Fabio Lossani.

### Concerti
La prima attività sviluppata da l'Orchestra fu quella della promozione di concerti. Alcuni venivano organizzati in proprio, anche per mostrare quanto il livello artistico e comunicativo (e politico, come si intendeva allora) dipendesse dalla cura prestata a tutti i dettagli tecnici. Bisogna considerare che all'epoca erano frequenti grandi raduni di massa con la partecipazione di numerosi artisti, ma a differenza da quanto è avvenuto nei decenni successivi le strutture tecniche erano carenti e la competenza degli organizzatori piuttosto bassa: di conseguenza i grandi spettacoli o i festival all'aperto si risolvevano in sequele di cambi palco interminabili, senza sound check preventivo, col risultato che non appena un gruppo iniziava ad avere un suono comprensibile il suo turno era già scaduto. L'Orchestra pubblicò alcuni pamphlet informativi su questi argomenti; fu redatto anche un documento nel quale si calcolavano delle spese di viaggio e dei cachet "ragionevoli" per i gruppi militanti, per evitare che viaggiando al risparmio fossero costretti a rientri a tarda notte (gli Yu Kung ebbero un grave incidente rientrando da un concerto: l'Orchestra organizzò un concerto di solidarietà per raccogliere fondi, e allo stesso tempo fece una campagna contro l'impoverimento forzato degli artisti militanti e a favore di condizioni tecnico-artistiche professionali).
L'Orchestra promuoveva il suo parco-artisti con pubblicazioni annuali, inviandole a tutti gli organizzatori del circuito "di sinistra"; nel 1977 si arrivò a una pubblicazione comune di varie realtà militanti basate a Milano, che coinvolgeva anche il Nuovo Canzoniere Italiano e si avvaleva della collaborazione dell'ARCI. I gruppi più noti de l'Orchestra tenevano decine di concerti all'anno, e a cominciare dal 1977 vennero promosse tournée all'estero; allo stesso tempo furono prese in gestione le tournée italiane di gruppi stranieri, come quelle degli Henry Cow e più tardi quelle degli altri gruppi di Rock In Opposition. Sempre nello stesso anno l'Orchestra promosse a Milano il festival Jazz nel nostro tempo, con la partecipazione di numerosi esponenti del jazz e della musica creativa e improvvisata a livello nazionale e internazionale, tra i quali Anthony Braxton, Steve Lacy, la Globe Unity. Nel 1979 fu l'Orchestra a organizzare a Milano il secondo festival di Rock In Opposition e, a dicembre, l'unico concerto milanese della Sogenanntes linksradikales Blasorchester guidata da Heiner Goebbels, che sarebbe diventato in seguito uno tra i più noti compositori contemporanei tedeschi. Nel 1980 e 1981 l'Orchestra organizzò al Teatro dell'Elfo due stagioni di concerti di musica contemporanea e jazz, con la partecipazione (tra gli altri) di Cathy Berberian e di Harry Spaarnay. Le attività, dunque, arrivarono a coprire molti generi musicali, ai cui praticanti veniva offerto un terreno di conoscenza e crescita comune.

### Didattica
Quando l'Orchestra fu fondata, numerosi tra i suoi soci erano già attivi nel movimento delle Scuole Popolari di Musica. Una delle prime produzioni editoriali de l'Orchestra fu il Manuale di chitarra di Claudia Gallone che, ripubblicato negli anni successivi dall'editore Lato/Side, avrebbe raggiunto una larghissima diffusione, e letteralmente insegnato a suonare (su un repertorio di canzoni popolari) a migliaia di giovani italiani. La Scuola Popolare di Musica de l'Orchestra fu tra quelle con il corpo docente più numeroso e qualificato, e fino al 1982 costituì al Nord un punto di riferimento del tutto paragonabile a quello della Scuola Popolare di Musica di Testaccio a Roma.

### Ricerca
Dopo le elezioni amministrative del 1975 molti enti locali in Italia erano passati sotto il governo di giunte di sinistra; di conseguenza, numerose istituzioni culturali locali (come le biblioteche) si aprirono a una politica che mirava a soddisfare la grande domanda di musica del Paese. L'Orchestra contribuì non solo con concerti, ma anche offrendo cicli di conferenze e di ascolti. Fu dunque costituito un "settore di ricerca", che iniziò a surrogare lo scarso o nessun interesse delle istituzioni accademiche (conservatori, università) per la popular music. A L'Orchestra fu commissionata, nel 1982, una ricerca sui consumi musicali in due città campione (Milano e Reggio Emilia), che avrebbe costituito negli anni a seguire la più completa inchiesta di carattere socio-musicologico sull'argomento.

### Relazioni istituzionali
I rapporti tra L'Orchestra e le istituzioni del tempo (i partiti, i gruppi e collettivi politici e culturali, gli enti pubblici) furono sempre piuttosto animati. I politici mal soffrivano l'autonomia de l'Orchestra, che si metteva a disposizione di "tutta la sinistra" ma non era disponibile a farsi cooptare da questa o da quella posizione. Alcuni interlocutori abbozzavano, altri attaccavano. Ma nell'insieme l'Orchestra godeva di un'eccellente considerazione. Nel 1976 venne anche invitata a far parte della Consulta dello spettacolo del Comune di Milano, assieme alle istituzioni culturali più importanti della città, con le quali vennero istituiti rapporti di collaborazione (ad esempio, il Teatro alla Scala, ai cui programmi per i giovani l'Orchestra contribuì in modo significativo).
Ma l'ipotesi politica di fondo su cui si basava l'Orchestra, alla fine degli anni settanta (e soprattutto nei primi anni ottanta), vacillò sotto i colpi del terrorismo e della rottura a sinistra tra il PCI di Enrico Berlinguer e il PSI di Bettino Craxi: il progetto culturale della cooperativa si rivelò incompatibile con il nuovo clima politico, e dopo la notizia dello scioglimento degli Stormy Six e qualche tentativo di continuare riducendo drasticamente progetti e iniziative, l'Orchestra cessò sostanzialmente le attività nel 1983.

## Discografia
L'Orchestra ha pubblicato una cinquantina di album a 33 giri, alcune cassette e alcuni singoli. La distribuzione nel circuito militante (concerti, librerie, festival) era eseguita dalla cooperativa, sia direttamente, sia attraverso i gruppi aderenti. I gruppi potevano acquistare gli album de l'Orchestra a un prezzo di poco superiore al costo industriale, e rivenderli ai concerti per finanziare le proprie produzioni. La distribuzione nei canali tradizionali (negozi di dischi) venne affidata inizialmente alla Ariston Records, poi alla Dischi Ricordi, infine alla CGD; all'estero i dischi de l'Orchestra erano distribuiti da etichette e distributori indipendenti, come Recommended Records, Voxpop, Trikont, Cuneiform Records.
La struttura economica de l'Orchestra era diversa da quella di molte altre etichette indipendenti italiane, perché la proprietà del prodotto fonografico era della cooperativa, mentre in altri casi (con l'eccezione de I dischi del sole) il fonogramma restava nelle mani della major che fungeva da distributrice, lasciando così all'etichetta il ruolo di mero produttore artistico. Anche per questo il Consorzio Comunicazione Sonora, fondato nel 1977 da Cramps, l'Orchestra, Ultima Spiaggia, Divergo e Zoo records, non poté andare oltre la funzione di agenzia di marketing unificata. L'Orchestra tentò nel 1982 di costituire una rete di distribuzione autonoma insieme ad altre etichette realmente proprietarie del prodotto fonografico (Italian Records, Materiali Sonori) ma il progetto non si realizzò.
Al termine dell'attività discografica de l'Orchestra i master della maggior parte degli album sono stati acquistati dalla Fonit Cetra, che a sua volta è stata incorporata in Warner Music Italy. Queste ultime due case hanno pubblicato versioni su cd di album degli Stormy Six, del Gruppo Folk Internazionale e dell'Ensemble Havadià, di Franco Fabbri. La BTF ha pubblicato su CD gli album degli Stormy Six, su licenza di Warner Music Italy.

### 33 giri
| Numero di catalogo | Anno | Interprete                                 | Titolo                                                 |
| ------------------ | ---- | ------------------------------------------ | ------------------------------------------------------ |
| OLP 10001          | 1975 | Stormy Six                                 | Un biglietto del tram                                  |
| OLP 10002          | 1975 | Yu Kung                                    | Pietre della mia gente                                 |
| OLP 10003          | 1975 | Tecun Uman                                 | Soy del pueblo                                         |
| OLP 10004          | 1975 | OMCI                                       | Contro                                                 |
| OLP 10005          | 1975 | Gruppo Folk Internazionale                 | Festa popolare                                         |
| OLP 10006          | 1976 | Quarto Stato                               | Quarto Stato                                           |
| OLP 10007          | 1976 | Pan Brumisti                               | I padroni della città                                  |
| OLP 10008          | 1976 | Andrea Centazzo                            | 6/5/76                                                 |
| OLP 10009          | 1976 | Guido Mazzon / Andrea Centazzo             | Duetti/Duets                                           |
| OLP 10010          | 1976 | Stormy Six con Guido Mazzon e Toni Rusconi | Cliché                                                 |
| OLP 10011          | 1977 | OMCI                                       | Free rococò                                            |
| OLP 10012          | 1977 | Stormy Six                                 | L'apprendista                                          |
| OLP 10013          | 1977 | Gruppo Folk Internazionale                 | Daloy Politzei                                         |
| OLP 10014          | 1977 | Capricorno                                 | Capricorno                                             |
| OLP 10015          | 1977 | Guido Mazzon e Mario Schiano               | Gospel                                                 |
| OLP 10016          | 1977 | Alfredo Lacosegliaz                        | L'orco feroce                                          |
| OLP 10017          | 1977 | Mario De Leo                               | Suonata situazione                                     |
| OLD 01/02          | 1977 | Henry Cow                                  | Concerts                                               |
| OLP 10018          | 1979 | OMCI                                       | Happy Days                                             |
| OLP 10019          | 1979 | Trio                                       | Trio                                                   |
| OLP 10020          | 1979 | Guido Mazzon                               | Songs & Tales                                          |
| OLPS 55001         | 1979 | Gruppo Folk Internazionale                 | Il nonno di Jonni                                      |
| OLPS 55002         | 1979 | Etron Fou Leloublan                        | Les trois fou's pérdegagnent...                        |
| OLPS 55003         | 1980 | Art Bears                                  | Hopes and Fears                                        |
| OLPS 55004         | 1980 | Henry Cow                                  | Western Culture                                        |
| OLPS 55005         | 1980 | Art Bears                                  | Winter Songs                                           |
| OLPS 55006         | 1979 | Sogenanntes linksradikales Blasorchester   | La cosiddetta banda della sinistra rivoluzionaria      |
| OLPS 55007         | 1979 | Mamma non piangere                         | N. 1 Musica bestiame e benessere                       |
| OLPS 55008         | 1979 | Strumentoconcerto                          | La natura è musica (favola musicale di Nicola Scarano) |
| OLPS 55009         | 1980 | Stormy Six                                 | Macchina Maccheronica                                  |
| OLPS 55010         | 1979 | Alfredo Lacosegliaz                        | Triaca oder Drek                                       |
| OLPS 55011         | 1980 | Paul Rutherford / Toni Rusconi             | To Fall a Victim of Ice Cream Charm                    |
| OLPS 55012         | 1981 | Alessandro Carrera                         | Le cartoline                                           |
| OLPS 55013         | 1980 | Picchio dal pozzo                          | Abbiamo tutti i suoi problemi                          |
| OLPS 55014         | 1980 | Mamma non piangere                         | N. 2 Sempre avanti a testa bassa                       |
| OLPS 55015         | 1981 | Strumentoconcerto                          | Lo strumento fa concerto                               |
| OLPS 55016         | 1981 | Tony Rusconi                               | Cowboy esotico                                         |
| OLPS 55017         | 1981 | Ensemble Havadià                           | Ensemble Havadià                                       |
| OLPS 55018         | 1981 | Esecutori vari                             | Hanns Eisler – Musica da camera                        |
| OLPS 55019         | 1981 | Esecutori vari                             | Hanns Eisler – La madre (Die Mutter)                   |
| OLPS 55020         | 1981 | Esecutori vari                             | Hanns Eisler – Suites / Kleine Symphonie               |
| OLPS 55555         | 1981 | Artisti vari                               | Raccomandato di vinile                                 |
| MILP 70001         | 1982 | Stormy Six                                 | Al volo                                                |
| MILP 70002         | 1982 | Mary P. Container                          | Mary P. Container                                      |
| MILP 70003         | 1983 | Franco Fabbri                              | Domestic Flights                                       |
| MILP 70004         | 1983 | Stefano Delù                               | Chitarre solo                                          |
| MILP 70005         | 1983 | Giancarlo Schiaffini                       | A tung Me                                              |

### Singoli ed EP
| Numero di catalogo | Anno | Interprete                 | Titolo                       |
| ------------------ | ---- | -------------------------- | ---------------------------- |
| ONP 1001           | 1976 | Stormy Six                 | 1789/Carmine                 |
| OM 101             | 1979 | Gruppo Folk Internazionale | Le mille e una notte         |
| MIEP 5001          | 1982 | Ensemble Havadià           | Specchi                      |
| OLPN 801           | 1980 | Mamma non piangere         | La fuga al polo/L’ora esatta |
| OLPN 802           | 1981 | Alessandro Carrera         | Piazza S. Ambrogio/Aznavour  |
| OLPN 803           | 1981 | Stormy Six                 | Cosa danno/Reparto novità    |
| OLPN 804           | 1981 | Ensemble Havadià           | Finale/Gocce amare           |